# SV.League 2024-2025 (maschile)
La SV.League 2024-2025, 58ª edizione della massima serie del campionato giapponese maschile di pallavolo, si è svolta dal 11 ottobre 2024 al 6 maggio 2025: al torneo hanno partecipato 10 squadre di club giapponesi e la vittoria finale è andata per l'undicesima volta, la seconda consecutiva, ai Suntory Sunbirds.

## Regolamento

### Formula
La formula ha previsto:
- Regular season, che prevede quattro round-robin, per un totale di quarantaquattro incontri per squadra: le prime due classificate hanno avuto accesso diretto alle semifinali dei play-off scudetto, le formazioni classificate dal terzo al sesto posto hanno avuto accesso ai quarti di finale dei play-off scudetto.
- Play-off scudetto, disputati con:
  - Quarti di finale, al meglio delle tre gare e con le formazioni abbinate con il metodo della serpentina.
  - Semifinali, al meglio delle tre gare e con le formazioni abbinate con il metodo della serpentina.
  - Finale scudetto, al meglio delle tre gare.

### Criteri di classifica
Se il risultato finale è stato di 3-0 o 3-1 sono stati assegnati 3 punti alla squadra vincente e 0 a quella sconfitta, se il risultato finale è stato di 3-2 sono stati assegnati 2 punti alla squadra vincente e 1 a quella sconfitta. L'ordine del posizionamento in classifica è stato definito in base a:
- Numero di partite vinte;
- Punti;
- Ratio dei set vinti/persi;
- Ratio dei punti realizzati/subiti.

## Squadre Partecipanti
Al campionato di SV.League 2024-2025 partecipano 10 squadre di club giapponesi.
| Club                  | Stagione | Città     | Impianto                         | Stagione precedente        |
| --------------------- | -------- | --------- | -------------------------------- | -------------------------- |
| Hiroshima Thunders    | dettagli | Hiroshima | Nekoda Memorial Gymnasium        | 4ª in V.League Division 1  |
| JTEKT Stings Aichi    | dettagli | Kariya    | Kariya City Gymnasium            | 8ª in V.League Division 1  |
| Nagano Tridents       | dettagli | Takamori  | Matsumoto City Gymnasium         | 10ª in V.League Division 1 |
| Osaka Bluteon         | dettagli | Hirakata  | Panasonic Arena                  | 2ª in V.League Division 1  |
| Sakai Blazers         | dettagli | Sakai     | Kanaoka Park Gymnasium           | 6ª in V.League Division 1  |
| Suntory Sunbirds      | dettagli | Minō      | Suntory Training Center          | Campioni del Giappone      |
| Tokyo Great Bears     | dettagli | Tokyo     | Yoyogi National Gymnasium        | 7ª in V.League Division 1  |
| Toray Arrows Shizuoka | dettagli | Mishima   | Mishima Citizen Gymnasium        | 3ª in V.League Division 1  |
| Voreas Hokkaido       | dettagli | Asahikawa | Asahikawa City General Gymnasium | 9ª in V.League Division 1  |
| WolfDogs Nagoya       | dettagli | Inazawa   | Toyoda Gosei Memorial Gymnasium  | 5ª in V.League Division 1  |

## Torneo

### Regular season

#### Risultati
| Risultati |                                            |     |                                   |
|           |                                            |     |                                   |
| 11-10     | Suntory Sunbirds - Osaka Bluteon           | 0-3 | 17-25, 19-25, 21-25               |
| 12-10     | Hiroshima Thunders - Toray Arrows Shizuoka | 3-2 | 20-25, 19-25, 25-21, 30-28, 15-8  |
| 12-10     | JTEKT Stings Aichi - Nagano Tridents       | 3-1 | 25-17, 25-11, 22-25, 25-22        |
| 12-10     | Sakai Blazers - Voreas Hokkaido            | 3-2 | 18-25, 17-25, 25-17, 25-17, 15-11 |
| 12-10     | Tokyo Great Bears - WolfDogs Nagoya        | 1-3 | 22-25, 21-25, 25-23, 20-25        |
| 13-10     | Sakai Blazers - Voreas Hokkaido            | 3-1 | 25-21, 24-26, 25-19, 25-18        |
| 13-10     | Hiroshima Thunders - Toray Arrows Shizuoka | 1-3 | 22-25, 18-25, 25-21, 23-25        |
| 13-10     | JTEKT Stings Aichi - Nagano Tridents       | 1-3 | 20-25, 25-19, 21-25, 17-25        |
| 13-10     | Tokyo Great Bears - WolfDogs Nagoya        | 1-3 | 25-11, 27-29, 23-25, 20-25        |
| 14-10     | Suntory Sunbirds - Osaka Bluteon           | 2-3 | 21-25, 25-19, 21-25, 25-21, 12-15 |
| 19-10     | Voreas Hokkaido - Suntory Sunbirds         | 0-3 | 20-25, 22-25, 14-25               |
| 19-10     | Nagano Tridents - Sakai Blazers            | 0-3 | 22-25, 18-25, 22-25               |
| 19-10     | Toray Arrows Shizuoka - Tokyo Great Bears  | 1-3 | 25-16, 16-25, 24-26, 27-29        |
| 19-10     | Osaka Bluteon - Hiroshima Thunders         | 2-3 | 25-19, 26-24, 19-25, 21-25, 7-15  |
| 19-10     | WolfDogs Nagoya - JTEKT Stings Aichi       | 1-3 | 25-17, 22-25, 16-25, 19-25        |
| 20-10     | Nagano Tridents - Sakai Blazers            | 1-3 | 21-25, 25-23, 22-25, 24-26        |
| 20-10     | Voreas Hokkaido - Suntory Sunbirds         | 1-3 | 19-25, 23-25, 25-16, 17-25        |
| 20-10     | Osaka Bluteon - Hiroshima Thunders         | 3-0 | 25-17, 25-21, 25-15               |
| 20-10     | Toray Arrows Shizuoka - Tokyo Great Bears  | 1-3 | 19-25, 26-24, 21-25, 23-25        |
| 20-10     | WolfDogs Nagoya - JTEKT Stings Aichi       | 2-3 | 29-27, 22-25, 25-18, 20-25, 10-15 |
| 26-10     | Osaka Bluteon - WolfDogs Nagoya            | 3-2 | 25-22, 25-23, 20-25, 16-25, 15-9  |
| 26-10     | Voreas Hokkaido - Toray Arrows Shizuoka    | 1-3 | 15-25, 25-23, 20-25, 24-26,       |
| 26-10     | Hiroshima Thunders - Tokyo Great Bears     | 2-3 | 26-24, 25-27, 25-18, 23-25, 13-15 |
| 26-10     | Sakai Blazers - JTEKT Stings Aichi         | 0-3 | 27-29, 22-25, 23-25               |
| 27-10     | Osaka Bluteon - WolfDogs Nagoya            | 3-1 | 22-25, 26-24, 25-23, 25-16        |
| 27-10     | Sakai Blazers - JTEKT Stings Aichi         | 2-3 | 19-25, 27-25, 29-27, 14-25, 11-15 |
| 27-10     | Hiroshima Thunders - Tokyo Great Bears     | 1-3 | 23-25, 17-25, 25-22, 27-29        |
| 27-10     | Voreas Hokkaido - Toray Arrows Shizuoka    | 3-1 | 25-22, 22-25, 28-26, 25-23        |
| 02-11     | Nagano Tridents - WolfDogs Nagoya          | 0-3 | 21-25, 21-25, 21-25               |
| 02-11     | JTEKT Stings Aichi - Toray Arrows Shizuoka | 3-0 | 25-21, 25-17, 25-14               |
| 02-11     | Hiroshima Thunders - Voreas Hokkaido       | 3-0 | 25-19, 25-19, 25-23               |
| 02-11     | Sakai Blazers - Osaka Bluteon              | 1-3 | 22-25, 15-25, 25-22, 19-25        |
| 03-11     | Nagano Tridents - WolfDogs Nagoya          | 0-3 | 20-25, 21-25, 18-25               |
| 03-11     | Hiroshima Thunders - Voreas Hokkaido       | 3-1 | 25-18, 18-25, 25-23, 25-20        |
| 03-11     | Sakai Blazers - Osaka Bluteon              | 0-3 | 18-25, 22-25, 23-25               |
| 03-11     | JTEKT Stings Aichi - Toray Arrows Shizuoka | 3-1 | 25-19, 20-25, 25-21, 25-21        |
| 03-11     | Suntory Sunbirds - Tokyo Great Bears       | 2-3 | 25-17, 20-25, 26-24, 20-25, 13-15 |
| 04-11     | Suntory Sunbirds - Tokyo Great Bears       | 3-0 | 25-20, 25-18, 25-20               |
| 09-11     | Voreas Hokkaido - Osaka Bluteon            | 0-3 | 23-25, 20-25, 16-25               |
| 09-11     | Toray Arrows Shizuoka - Suntory Sunbirds   | 1-3 | 25-23, 31-33, 23-25, 17-25        |
| 09-11     | Nagano Tridents - Hiroshima Thunders       | 3-2 | 25-22, 17-25, 17-25, 25-18, 15-13 |
| 09-11     | Tokyo Great Bears - JTEKT Stings Aichi     | 2-3 | 23-25, 25-22, 25-21, 23-25, 13-15 |
| 09-11     | WolfDogs Nagoya - Sakai Blazers            | 3-0 | 25-19, 26-24, 25-14               |
| 10-11     | Voreas Hokkaido - Osaka Bluteon            | 0-3 | 16-25, 23-25, 17-25               |
| 10-11     | Nagano Tridents - Hiroshima Thunders       | 0-3 | 17-25, 21-25, 13-25               |
| 10-11     | Toray Arrows Shizuoka - Suntory Sunbirds   | 0-3 | 19-25, 20-25, 18-25               |
| 10-11     | Tokyo Great Bears - JTEKT Stings Aichi     | 2-3 | 25-20, 14-25, 31-29, 24-26, 11-15 |
| 10-11     | WolfDogs Nagoya - Sakai Blazers            | 3-0 | 25-23, 25-16, 27-25               |
| 16-11     | Hiroshima Thunders - Suntory Sunbirds      | 0-3 | 22-25, 18-25, 28-30               |
| 16-11     | Toray Arrows Shizuoka - WolfDogs Nagoya    | 0-3 | 21-25, 28-30, 20-25               |
| 16-11     | Osaka Bluteon - JTEKT Stings Aichi         | 3-0 | 25-22, 29-27, 25-23               |
| 16-11     | Tokyo Great Bears - Nagano Tridents        | 3-1 | 25-20, 25-23, 23-25, 25-18        |
| 17-11     | Hiroshima Thunders - Suntory Sunbirds      | 0-3 | 25-27, 21-25, 24-26               |
| 17-11     | Tokyo Great Bears - Nagano Tridents        | 3-0 | 25-22, 25-17, 25-20               |
| 17-11     | Toray Arrows Shizuoka - WolfDogs Nagoya    | 0-3 | 22-25, 23-25, 17-25               |
| 17-11     | Osaka Bluteon - JTEKT Stings Aichi         | 2-3 | 23-25, 25-23, 31-29, 23-25, 15-17 |
| 23-11     | Sakai Blazers - Tokyo Great Bears          | 1-3 | 22-25, 23-25, 25-21, 17-25        |
| 23-11     | Voreas Hokkaido - Nagano Tridents          | 1-3 | 19-25, 25-21, 26-28, 19-25        |
| 23-11     | JTEKT Stings Aichi - Suntory Sunbirds      | 1-3 | 23-25, 23-25, 25-23, 14-25        |
| 23-11     | Hiroshima Thunders - WolfDogs Nagoya       | 1-3 | 22-25, 25-20, 18-25, 20-25        |
| 24-11     | Sakai Blazers - Tokyo Great Bears          | 0-3 | 20-25, 17-25, 14-25               |
| 24-11     | Hiroshima Thunders - WolfDogs Nagoya       | 2-3 | 25-23, 25-17, 20-25, 20-25, 11-15 |
| 24-11     | Voreas Hokkaido - Nagano Tridents          | 2-3 | 25-17, 25-22, 23-25, 23-25, 8-15  |
| 24-11     | JTEKT Stings Aichi - Suntory Sunbirds      | 3-1 | 25-20, 25-22, 21-25, 25-22        |
| 28-11     | Suntory Sunbirds - Sakai Blazers           | 3-0 | 25-17, 25-17, 25-10               |
| 29-11     | Suntory Sunbirds - Sakai Blazers           | 3-2 | 25-20, 25-19, 17-25, 23-25, 15-13 |
| 30-11     | Toray Arrows Shizuoka - Voreas Hokkaido    | 3-0 | 25-23, 25-21, 25-19               |
| 30-11     | Nagano Tridents - Osaka Bluteon            | 0-3 | 18-25, 22-25, 24-26               |
| 30-11     | JTEKT Stings Aichi - Hiroshima Thunders    | 3-2 | 24-26, 25-19, 22-25, 25-19, 15-10 |
| 30-11     | WolfDogs Nagoya - Tokyo Great Bears        | 3-1 | 25-17, 25-23, 20-25, 25-21        |
| 01-12     | Nagano Tridents - Osaka Bluteon            | 0-3 | 22-25, 17-25, 16-25               |
| 01-12     | Toray Arrows Shizuoka - Voreas Hokkaido    | 3-2 | 25-19, 23-25, 20-25, 25-16, 15-13 |
| 01-12     | JTEKT Stings Aichi - Hiroshima Thunders    | 3-1 | 25-20, 19-25, 25-21, 25-19        |
| 01-12     | WolfDogs Nagoya - Tokyo Great Bears        | 3-2 | 22-25, 27-29, 25-13, 25-16, 15-11 |
| 07-12     | Osaka Bluteon - Tokyo Great Bears          | 3-1 | 25-22, 25-22, 22-25, 36-34        |
| 07-12     | Hiroshima Thunders - Toray Arrows Shizuoka | 3-2 | 29-27, 19-25, 25-21, 23-25, 16-14 |
| 07-12     | Sakai Blazers - Nagano Tridents            | 3-0 | 25-22, 25-21, 25-21               |
| 07-12     | WolfDogs Nagoya - Suntory Sunbirds         | 3-1 | 15-25, 25-15, 25-22, 25-19        |
| 07-12     | Voreas Hokkaido - JTEKT Stings Aichi       | 2-3 | 16-25, 25-17, 14-25, 26-24, 9-15  |
| 08-12     | Sakai Blazers - Nagano Tridents            | 3-0 | 25-23, 25-18, 25-21               |
| 08-12     | Hiroshima Thunders - Toray Arrows Shizuoka | 3-1 | 25-21, 13-25, 25-14, 39-37        |
| 08-12     | Osaka Bluteon - Tokyo Great Bears          | 0-3 | 17-25, 23-25, 22-25               |
| 08-12     | WolfDogs Nagoya - Suntory Sunbirds         | 2-3 | 25-19, 16-25, 27-25, 20-25, 12-15 |
| 08-12     | Voreas Hokkaido - JTEKT Stings Aichi       | 0-3 | 21-25, 16-25, 20-25               |
| 27-12     | Osaka Bluteon - Voreas Hokkaido            | 3-0 | 25-19, 25-19, 25-18               |
| 28-12     | Toray Arrows Shizuoka - Sakai Blazers      | 1-3 | 25-22, 23-25, 17-25, 22-25        |
| 28-12     | Nagano Tridents - Tokyo Great Bears        | 0-3 | 28-30, 31-33, 18-25               |
| 28-12     | JTEKT Stings Aichi - Hiroshima Thunders    | 3-1 | 24-26, 25-22, 25-21, 25-22        |
| 28-12     | Osaka Bluteon - Voreas Hokkaido            | 3-1 | 23-25, 25-15, 25-21, 25-16        |
| 29-12     | Toray Arrows Shizuoka - Sakai Blazers      | 3-2 | 22-25, 25-23, 21-25, 25-19, 15-8  |
| 29-12     | Suntory Sunbirds - WolfDogs Nagoya         | 2-3 | 25-23, 25-22, 23-25, 23-25, 15-17 |
| 29-12     | Nagano Tridents - Tokyo Great Bears        | 0-3 | 22-25, 23-25, 19-25               |
| 29-12     | JTEKT Stings Aichi - Hiroshima Thunders    | 2-3 | 23-25, 22-25, 30-28, 25-18, 11-15 |
| 30-12     | Suntory Sunbirds - WolfDogs Nagoya         | 3-1 | 25-16, 27-25, 22-25, 25-18        |
| 03-01     | Voreas Hokkaido - Tokyo Great Bears        | 0-3 | 11-25, 27-29, 21-25               |
| 04-01     | Suntory Sunbirds - Toray Arrows Shizuoka   | 3-1 | 26-24, 25-18, 23-25, 25-8         |
| 04-01     | Voreas Hokkaido - Tokyo Great Bears        | 2-3 | 25-23, 25-22, 25-27, 16-25, 9-15  |
| 04-01     | Osaka Bluteon - JTEKT Stings Aichi         | 3-1 | 25-19, 25-20, 20-25, 25-22        |
| 04-01     | Sakai Blazers - Hiroshima Thunders         | 2-3 | 25-22, 20-25, 23-25, 25-22, 12-15 |
| 04-01     | WolfDogs Nagoya - Nagano Tridents          | 3-0 | 25-18, 25-21, 25-18               |
| 05-01     | Suntory Sunbirds - Toray Arrows Shizuoka   | 3-1 | 25-20, 20-25, 28-26, 25-23        |
| 05-01     | Sakai Blazers - Hiroshima Thunders         | 1-3 | 22-25, 25-27, 25-18, 18-25        |
| 05-01     | Osaka Bluteon - JTEKT Stings Aichi         | 3-1 | 26-28, 25-19, 27-25, 25-23        |
| 05-01     | WolfDogs Nagoya - Nagano Tridents          | 3-0 | 25-15, 25-21, 25-22               |
| 11-01     | Suntory Sunbirds - Hiroshima Thunders      | 3-0 | 33-31, 25-23, 27-25               |
| 11-01     | Nagano Tridents - Toray Arrows Shizuoka    | 3-0 | 25-23, 25-21, 29-27               |
| 11-01     | Tokyo Great Bears - Voreas Hokkaido        | 3-1 | 25-23, 25-22, 23-25, 25-16        |
| 11-01     | Sakai Blazers - Osaka Bluteon              | 1-3 | 16-25, 22-25, 25-20, 22-25        |
| 11-01     | WolfDogs Nagoya - JTEKT Stings Aichi       | 3-0 | 25-21, 25-21, 25-22               |
| 12-01     | Suntory Sunbirds - Hiroshima Thunders      | 3-0 | 25-16, 28-26, 25-23               |

| Risultati |                                            |     |                                   |
|           |                                            |     |                                   |
| 12-01     | Nagano Tridents - Toray Arrows Shizuoka    | 1-3 | 19-25, 17-25, 25-22, 23-25        |
| 12-01     | Sakai Blazers - Osaka Bluteon              | 0-3 | 21-25, 23-25, 23-25               |
| 12-01     | Tokyo Great Bears - Voreas Hokkaido        | 2-3 | 20-25, 20-25, 25-23, 25-23, 12-15 |
| 12-01     | WolfDogs Nagoya - JTEKT Stings Aichi       | 3-1 | 25-21, 18-25, 25-23, 25-18        |
| 18-01     | Voreas Hokkaido - Suntory Sunbirds         | 0-3 | 20-25, 19-25, 16-25               |
| 18-01     | Toray Arrows Shizuoka - Osaka Bluteon      | 0-3 | 19-25, 22-25, 21-25               |
| 18-01     | Hiroshima Thunders - JTEKT Stings Aichi    | 3-0 | 30-28, 27-25, 25-22               |
| 18-01     | Tokyo Great Bears - Sakai Blazers          | 3-1 | 23-25, 25-21, 25-21, 25-20        |
| 18-01     | WolfDogs Nagoya - Nagano Tridents          | 2-3 | 21-25, 25-12, 22-25, 25-21, 24-26 |
| 19-01     | Hiroshima Thunders - JTEKT Stings Aichi    | 2-3 | 17-25, 25-20, 19-25, 25-23, 13-15 |
| 19-01     | Voreas Hokkaido - Suntory Sunbirds         | 0-3 | 16-25, 21-25, 21-25               |
| 19-01     | Tokyo Great Bears - Sakai Blazers          | 0-3 | 22-25, 19-25, 24-26               |
| 19-01     | Toray Arrows Shizuoka - Osaka Bluteon      | 2-3 | 15-25, 25-21, 19-25, 29-27, 11-15 |
| 19-01     | WolfDogs Nagoya - Nagano Tridents          | 3-1 | 25-17, 22-25, 25-19, 25-20        |
| 01-02     | Suntory Sunbirds - JTEKT Stings Aichi      | 3-0 | 25-17, 29-27, 25-20               |
| 01-02     | Nagano Tridents - Tokyo Great Bears        | 1-3 | 20-25, 21-25, 25-23, 20-25        |
| 01-02     | Osaka Bluteon - Hiroshima Thunders         | 3-0 | 25-20, 25-22, 25-14               |
| 01-02     | Sakai Blazers - Voreas Hokkaido            | 3-0 | 25-21, 25-23, 25-22               |
| 01-02     | WolfDogs Nagoya - Toray Arrows Shizuoka    | 3-0 | 25-22, 25-16, 25-21               |
| 02-02     | Suntory Sunbirds - JTEKT Stings Aichi      | 3-2 | 25-21, 21-25, 22-25, 25-18, 16-14 |
| 02-02     | Sakai Blazers - Voreas Hokkaido            | 3-2 | 21-25, 23-25, 25-19, 25-20, 15-9  |
| 02-02     | Nagano Tridents - Tokyo Great Bears        | 3-2 | 25-23, 25-22, 21-25, 20-25, 15-7  |
| 02-02     | Osaka Bluteon - Hiroshima Thunders         | 3-0 | 25-19, 25-21, 25-23               |
| 02-02     | WolfDogs Nagoya - Toray Arrows Shizuoka    | 3-0 | 25-20, 29-27, 25-18               |
| 08-02     | Suntory Sunbirds - WolfDogs Nagoya         | 2-3 | 28-30, 25-20, 25-21, 16-25, 13-15 |
| 08-02     | JTEKT Stings Aichi - Voreas Hokkaido       | 3-0 | 25-20, 25-23, 25-16               |
| 08-02     | Toray Arrows Shizuoka - Sakai Blazers      | 2-3 | 22-25, 26-28, 25-22, 25-20, 11-15 |
| 08-02     | Osaka Bluteon - Nagano Tridents            | 3-0 | 25-23, 25-21, 25-23               |
| 08-02     | Tokyo Great Bears - Hiroshima Thunders     | 1-3 | 24-26, 25-21, 23-25, 15-25        |
| 09-02     | Suntory Sunbirds - WolfDogs Nagoya         | 1-3 | 19-25, 25-23, 23-25, 26-28        |
| 09-02     | JTEKT Stings Aichi - Voreas Hokkaido       | 0-3 | 19-25, 23-25, 21-25               |
| 09-02     | Tokyo Great Bears - Hiroshima Thunders     | 3-2 | 32-30, 17-25, 25-21, 28-30, 15-8  |
| 09-02     | Toray Arrows Shizuoka - Sakai Blazers      | 0-3 | 21-25, 22-25, 22-25               |
| 09-02     | Osaka Bluteon - Nagano Tridents            | 3-0 | 25-19, 25-20, 25-23               |
| 15-02     | JTEKT Stings Aichi - WolfDogs Nagoya       | 1-3 | 25-15, 23-25, 22-25, 21-25        |
| 15-02     | Hiroshima Thunders - Osaka Bluteon         | 0-3 | 20-25, 22-25, 18-25               |
| 15-02     | Sakai Blazers - Suntory Sunbirds           | 2-3 | 25-21, 17-25, 25-23, 23-25, 12-15 |
| 16-02     | Sakai Blazers - Suntory Sunbirds           | 0-3 | 23-25, 19-25, 25-27               |
| 16-02     | Hiroshima Thunders - Osaka Bluteon         | 0-3 | 18-25, 21-25, 22-25               |
| 16-02     | JTEKT Stings Aichi - WolfDogs Nagoya       | 0-3 | 21-25, 21-25, 24-26               |
| 19-02     | Tokyo Great Bears - Toray Arrows Shizuoka  | 2-3 | 23-25, 25-18, 18-25, 25-19, 13-15 |
| 20-02     | Tokyo Great Bears - Toray Arrows Shizuoka  | 3-0 | 25-23, 25-21, 25-22               |
| 22-02     | Voreas Hokkaido - Nagano Tridents          | 3-1 | 31-29, 23-25, 25-17, 25-20        |
| 23-02     | Voreas Hokkaido - Nagano Tridents          | 0-3 | 15-25, 17-25, 18-25               |
| 01-03     | Toray Arrows Shizuoka - Voreas Hokkaido    | 3-0 | 25-20, 25-17, 25-23               |
| 01-03     | JTEKT Stings Aichi - Sakai Blazers         | 3-0 | 25-23, 25-23, 25-14               |
| 01-03     | Nagano Tridents - Suntory Sunbirds         | 0-3 | 21-25, 16-25, 19-25               |
| 01-03     | Tokyo Great Bears - Osaka Bluteon          | 1-3 | 25-22, 18-25, 19-25, 18-25        |
| 01-03     | WolfDogs Nagoya - Hiroshima Thunders       | 3-1 | 27-25, 24-26, 25-20, 25-13        |
| 02-03     | Nagano Tridents - Suntory Sunbirds         | 1-3 | 28-26, 18-25, 22-25, 25-27        |
| 02-03     | Toray Arrows Shizuoka - Voreas Hokkaido    | 3-2 | 25-21, 25-21, 22-25, 24-26, 15-11 |
| 02-03     | Tokyo Great Bears - Osaka Bluteon          | 2-3 | 25-27, 25-23, 24-26, 25-15, 11-15 |
| 02-03     | JTEKT Stings Aichi - Sakai Blazers         | 1-3 | 22-25, 23-25, 25-17, 24-26        |
| 02-03     | WolfDogs Nagoya - Hiroshima Thunders       | 3-2 | 23-25, 25-18, 20-25, 25-21, 15-13 |
| 08-03     | Suntory Sunbirds - Osaka Bluteon           | 3-0 | 25-16, 25-22, 25-19               |
| 08-03     | Voreas Hokkaido - WolfDogs Nagoya          | 1-3 | 18-25, 19-25, 25-23, 16-25        |
| 08-03     | JTEKT Stings Aichi - Tokyo Great Bears     | 2-3 | 25-18, 22-25, 21-25, 25-19, 10-15 |
| 08-03     | Hiroshima Thunders - Nagano Tridents       | 3-0 | 25-17, 25-16, 25-19               |
| 08-03     | Sakai Blazers - Toray Arrows Shizuoka      | 3-0 | 25-20, 25-22, 25-18               |
| 09-03     | Sakai Blazers - Toray Arrows Shizuoka      | 1-3 | 22-25, 23-25, 25-19, 17-25        |
| 09-03     | Hiroshima Thunders - Nagano Tridents       | 3-0 | 25-15, 25-16, 25-18               |
| 09-03     | Suntory Sunbirds - Osaka Bluteon           | 3-1 | 25-20, 26-28, 25-21, 25-19        |
| 09-03     | Voreas Hokkaido - WolfDogs Nagoya          | 2-3 | 19-25, 25-21, 25-22, 18-25, 10-15 |
| 09-03     | JTEKT Stings Aichi - Tokyo Great Bears     | 3-2 | 33-31, 17-25, 23-25, 25-21, 15-10 |
| 15-03     | Hiroshima Thunders - WolfDogs Nagoya       | 0-3 | 18-25, 16-25, 21-25               |
| 15-03     | Nagano Tridents - Voreas Hokkaido          | 3-1 | 25-27, 25-23, 25-18, 25-22        |
| 15-03     | Toray Arrows Shizuoka - JTEKT Stings Aichi | 2-3 | 25-22, 22-25, 18-25, 25-17, 9-15  |
| 15-03     | Osaka Bluteon - Sakai Blazers              | 3-0 | 25-19, 38-36, 25-21               |
| 15-03     | Tokyo Great Bears - Suntory Sunbirds       | 0-3 | 16-25, 25-27, 20-25               |
| 16-03     | Nagano Tridents - Voreas Hokkaido          | 2-3 | 25-18, 25-19, 19-25, 24-26, 14-16 |
| 16-03     | Hiroshima Thunders - WolfDogs Nagoya       | 0-3 | 22-25, 12-25, 14-25               |
| 16-03     | Toray Arrows Shizuoka - JTEKT Stings Aichi | 0-3 | 19-25, 23-25, 16-25               |
| 16-03     | Osaka Bluteon - Sakai Blazers              | 3-2 | 33-35, 17-25, 25-23, 25-18, 15-9  |
| 16-03     | Tokyo Great Bears - Suntory Sunbirds       | 0-3 | 22-25, 15-25, 20-25               |
| 22-03     | Suntory Sunbirds - Nagano Tridents         | 3-0 | 25-20, 25-18, 25-22               |
| 22-03     | Voreas Hokkaido - Hiroshima Thunders       | 0-3 | 20-25, 18-25, 22-25               |
| 22-03     | JTEKT Stings Aichi - Osaka Bluteon         | 0-3 | 15-25, 19-25, 20-25               |
| 22-03     | Tokyo Great Bears - Toray Arrows Shizuoka  | 2-3 | 25-15, 22-25, 25-23, 19-25, 13-15 |
| 22-03     | Sakai Blazers - WolfDogs Nagoya            | 1-3 | 25-16, 21-25, 20-25, 19-25        |
| 23-03     | Suntory Sunbirds - Nagano Tridents         | 3-1 | 25-21, 25-17, 37-39, 25-22        |
| 23-03     | Sakai Blazers - WolfDogs Nagoya            | 1-3 | 27-25, 26-28, 18-25, 14-25        |
| 23-03     | Voreas Hokkaido - Hiroshima Thunders       | 3-1 | 20-25, 25-22, 25-23, 27-25        |
| 23-03     | Tokyo Great Bears - Toray Arrows Shizuoka  | 3-0 | 25-21, 25-23, 25-18               |
| 23-03     | JTEKT Stings Aichi - Osaka Bluteon         | 2-3 | 22-25, 25-23, 19-25, 26-24, 13-15 |
| 29-03     | Suntory Sunbirds - Voreas Hokkaido         | 3-1 | 20-25, 25-21, 25-16, 25-13        |
| 29-03     | Toray Arrows Shizuoka - Nagano Tridents    | 3-1 | 25-20, 22-25, 33-31, 25-22        |
| 29-03     | JTEKT Stings Aichi - Tokyo Great Bears     | 3-1 | 25-19, 17-25, 34-32, 25-21        |
| 29-03     | Hiroshima Thunders - Sakai Blazers         | 1-3 | 17-25, 25-16, 23-25, 19-25        |
| 29-03     | WolfDogs Nagoya - Osaka Bluteon            | 2-3 | 23-25, 25-18, 23-25, 25-19, 14-16 |
| 30-03     | Suntory Sunbirds - Voreas Hokkaido         | 3-0 | 25-20, 25-17, 25-16               |
| 30-03     | Hiroshima Thunders - Sakai Blazers         | 3-0 | 25-21, 25-21, 25-18               |
| 30-03     | Toray Arrows Shizuoka - Nagano Tridents    | 2-3 | 22-25, 23-25, 25-20, 26-24, 14-16 |
| 30-03     | JTEKT Stings Aichi - Tokyo Great Bears     | 3-0 | 25-21, 25-16, 25-23               |
| 30-03     | WolfDogs Nagoya - Osaka Bluteon            | 1-3 | 23-25, 25-21, 23-25, 23-25        |
| 05-04     | Toray Arrows Shizuoka - Hiroshima Thunders | 2-3 | 28-26, 25-11, 22-25, 20-25, 13-15 |
| 05-04     | Osaka Bluteon - Suntory Sunbirds           | 2-3 | 25-27, 25-23, 25-20, 22-25, 23-25 |
| 05-04     | Nagano Tridents - JTEKT Stings Aichi       | 1-3 | 26-24, 22-25, 21-25, 23-25        |
| 05-04     | Tokyo Great Bears - Sakai Blazers          | 3-0 | 25-16, 25-22, 25-23               |
| 05-04     | WolfDogs Nagoya - Voreas Hokkaido          | 3-0 | 25-14, 25-17, 25-23               |
| 06-04     | Toray Arrows Shizuoka - Hiroshima Thunders | 0-3 | 20-25, 19-25, 20-25               |
| 06-04     | Osaka Bluteon - Suntory Sunbirds           | 0-3 | 19-25, 16-25, 19-25               |
| 06-04     | Nagano Tridents - JTEKT Stings Aichi       | 2-3 | 25-19, 25-27, 19-25, 25-23, 11-15 |
| 06-04     | Tokyo Great Bears - Sakai Blazers          | 3-1 | 25-22, 25-18, 22-25, 25-16        |
| 06-04     | WolfDogs Nagoya - Voreas Hokkaido          | 3-0 | 25-16, 25-19, 30-28               |
| 12-04     | Voreas Hokkaido - Sakai Blazers            | 3-2 | 19-25, 25-22, 25-27, 25-20, 15-11 |
| 12-04     | Nagano Tridents - Suntory Sunbirds         | 0-3 | 16-25, 19-25, 20-25               |
| 12-04     | Osaka Bluteon - Toray Arrows Shizuoka      | 3-1 | 23-25, 25-17, 25-15, 25-20        |
| 13-04     | Nagano Tridents - Suntory Sunbirds         | 0-3 | 20-25, 23-25, 22-25               |
| 13-04     | Voreas Hokkaido - Sakai Blazers            | 3-2 | 23-25, 25-20, 20-25, 25-20, 16-14 |
| 13-04     | Osaka Bluteon - Toray Arrows Shizuoka      | 3-2 | 28-30, 25-23, 25-22, 22-25, 15-13 |

#### Classifica
| Pos. | Squadra               | Pt  | G  | V  | P  | Ratio | SV  | SP  | Ratio | PF    | PS    | Ratio |
| ---- | --------------------- | --- | -- | -- | -- | ----- | --- | --- | ----- | ----- | ----- | ----- |
| 1.   | Osaka Bluteon         | 106 | 44 | 37 | 7  | 0,840 | 118 | 47  | 2,510 | 3 894 | 3 557 | 5,000 |
| 2.   | Suntory Sunbirds      | 107 | 44 | 36 | 8  | 0,820 | 119 | 44  | 2,700 | 3 904 | 3 455 | 1,130 |
| 3.   | WolfDogs Nagoya       | 104 | 44 | 35 | 9  | 0,800 | 119 | 52  | 2,290 | 4 003 | 3 611 | 1,110 |
| 4.   | JTEKT Stings Aichi    | 71  | 44 | 26 | 18 | 0,590 | 93  | 84  | 1,110 | 4 023 | 3 897 | 1,030 |
| 5.   | Tokyo Great Bears     | 73  | 44 | 23 | 21 | 0,520 | 94  | 82  | 1,150 | 3 998 | 3 922 | 1,020 |
| 6.   | Hiroshima Thunders    | 55  | 44 | 18 | 26 | 0,410 | 76  | 94  | 0,810 | 3 757 | 3 845 | 0,980 |
| 7.   | Sakai Blazers         | 50  | 44 | 15 | 29 | 0,340 | 70  | 98  | 0,710 | 3 662 | 3 856 | 0,950 |
| 8.   | Toray Arrows Shizuoka | 39  | 44 | 12 | 32 | 0,270 | 62  | 111 | 0,560 | 3 786 | 4 002 | 0,950 |
| 9.   | Nagano Tridents       | 27  | 44 | 10 | 34 | 0,230 | 45  | 115 | 0,390 | 3 425 | 3 830 | 0,890 |
| 10.  | Voreas Hokkaido       | 28  | 44 | 8  | 36 | 0,180 | 50  | 119 | 0,420 | 3 473 | 3 950 | 0,880 |

      Qualificate alle semifinali dei play-off scudetto
      Qualificate ai quarti di finale dei play-off scudetto

### Play-off scudetto
|  | Quarti di finale | Quarti di finale   | Quarti di finale | Quarti di finale   | Quarti di finale |   |                    | Semifinali | Semifinali    | Semifinali | Semifinali | Semifinali |  |  | Finale | Finale | Finale | Finale | Finale |  |
|  |                  |                    |                  |                    |                  |   |                    |            |               |            |            |            |  |  |        |        |        |        |        |  |
|  |                  |                    |                  |                    |                  |   |                    | 1          | Osaka Bluteon | 1          | 2          |            |  |  |        |        |        |        |        |  |
|  |                  |                    |                  |                    |                  |   |                    | 1          | Osaka Bluteon | 1          | 2          |            |  |  |        |        |        |        |        |  |
|  |                  |                    | 4                | JTEKT Stings Aichi | 3                | 3 |                    |            |               |            |            |            |  |  |        |        |        |        |        |  |
|  | 4                | JTEKT Stings Aichi | 4                | JTEKT Stings Aichi | 3                | 3 | 3                  | 3          |               |            |            |            |  |  |        |        |        |        |        |  |
|  | 4                | JTEKT Stings Aichi |                  |                    |                  |   |                    |            |               |            |            |            |  |  |        |        |        |        |        |  |
|  | 5                | Tokyo Great Bears  | 1                | 1                  |                  |   |                    |            |               |            |            |            |  |  |        |        |        |        |        |  |
|  | 5                | Tokyo Great Bears  | 1                | 1                  |                  | 4 | JTEKT Stings Aichi | 2          | 0             |            |            |            |  |  |        |        |        |        |        |  |
|  |                  |                    |                  |                    |                  |   |                    |            |               |            |            |            |  |  |        |        |        |        |        |  |
|  |                  |                    | 2                | Suntory Sunbirds   | 3                | 3 |                    |            |               |            |            |            |  |  |        |        |        |        |        |  |
|  |                  |                    |                  |                    |                  | 3 |                    |            |               |            |            |            |  |  |        |        |        |        |        |  |
|  |                  |                    |                  |                    |                  |   |                    |            |               |            |            |            |  |  |        |        |        |        |        |  |
|  |                  |                    |                  |                    |                  |   |                    |            |               |            |            |            |  |  |        |        |        |        |        |  |
|  |                  | 2                  | Suntory Sunbirds | 2                  | 3                | 3 |                    |            |               |            |            |            |  |  |        |        |        |        |        |  |
|  |                  |                    |                  |                    |                  | 3 |                    |            |               |            |            |            |  |  |        |        |        |        |        |  |
|  |                  |                    | 3                | WolfDogs Nagoya    | 3                | 0 | 1                  |            |               |            |            |            |  |  |        |        |        |        |        |  |
|  | 3                | WolfDogs Nagoya    | 3                | WolfDogs Nagoya    | 3                | 0 | 1                  | 3          | 3             |            |            |            |  |  |        |        |        |        |        |  |
|  | 3                | WolfDogs Nagoya    |                  |                    |                  |   |                    |            |               |            |            |            |  |  |        |        |        |        |        |  |
|  | 6                | Hiroshima Thunders | 1                | 0                  |                  |   |                    |            |               |            |            |            |  |  |        |        |        |        |        |  |

#### Quarti di finale
| Gara 1 |                                        |     |                            |
|        |                                        |     |                            |
| 18-04  | JTEKT Stings Aichi - Tokyo Great Bears | 3-1 | 25-16, 31-29, 16-25, 25-23 |
| 18-04  | WolfDogs Nagoya - Hiroshima Thunders   | 3-1 | 25-17, 31-29, 21-25, 25-16 |

| Gara 2 |                                        |     |                            |
|        |                                        |     |                            |
| 19-04  | JTEKT Stings Aichi - Tokyo Great Bears | 3-1 | 26-28, 25-18, 25-22, 25-21 |
| 19-04  | WolfDogs Nagoya - Hiroshima Thunders   | 3-0 | 25-18, 25-20, 25-17        |

#### Semifinali
| Gara 1 |                                    |     |                                   |
|        |                                    |     |                                   |
| 25-04  | Osaka Bluteon - JTEKT Stings Aichi | 1-3 | 31-33, 25-18, 20-25, 16-25        |
| 25-04  | Suntory Sunbirds - WolfDogs Nagoya | 2-3 | 25-22, 25-14, 25-27, 23-25, 15-17 |

| Gara 2 |                                    |     |                                   |
|        |                                    |     |                                   |
| 26-04  | Osaka Bluteon - JTEKT Stings Aichi | 2-3 | 16-25, 25-22, 25-15, 25-27, 12-15 |
| 26-04  | Suntory Sunbirds - WolfDogs Nagoya | 3-0 | 25-16, 25-20, 25-23               |

| \| Gara 3 \| \| \| \| \| \| \| \| \| \| 27-04 \| Suntory Sunbirds - WolfDogs Nagoya \| 3-1 \| 22-25, 25-23, 25-22, 28-26 \| |                                    |     |                            |
| Gara 3 |                                    |     |                            |
| |                                    |     |                            |
| 27-04 | Suntory Sunbirds - WolfDogs Nagoya | 3-1 | 22-25, 25-23, 25-22, 28-26 |

#### Finale
| Gara 1 |                                       |     |                                   |
|        |                                       |     |                                   |
| 03-05  | Suntory Sunbirds - JTEKT Stings Aichi | 3-2 | 21-25, 21-25, 26-24, 32-30, 26-24 |

| Gara 2 |                                       |     |                     |
|        |                                       |     |                     |
| 05-05  | Suntory Sunbirds - JTEKT Stings Aichi | 3-0 | 29-27, 25-16, 25-22 |

## Classifica finale
| Pos                 | Squadra               | Qualificazione            |
| ------------------- | --------------------- | ------------------------- |
| Giappone (bandiera) | Suntory Sunbirds      | AVC Champions League 2026 |
| 2                   | JTEKT Stings Aichi    |                           |
| 3                   | Osaka Bluteon         |                           |
| 4                   | WolfDogs Nagoya       |                           |
| 5                   | Tokyo Great Bears     |                           |
| 6                   | Hiroshima Thunders    |                           |
| 7                   | Sakai Blazers         |                           |
| 8                   | Toray Arrows Shizuoka |                           |
| 9                   | Nagano Tridents       |                           |
| 10                  | Voreas Hokkaido       |                           |

## Premi individuali
| Premio                   | Nome               | Squadra               |
| ------------------------ | ------------------ | --------------------- |
| MVP della regular season | Nimir Abdel-Aziz   | WolfDogs Nagoya       |
| MVP della finale         | Ran Takahashi      | Suntory Sunbirds      |
| Most Impressive Player   | Nimir Abdel-Aziz   | WolfDogs Nagoya       |
| Miglior allenatore       | Laurent Tillie     | Osaka Bluteon         |
| Premio fair play         | Alain de Armas     | Suntory Sunbirds      |
| Miglior esordiente       | Taito Mizumachi    | WolfDogs Nagoya       |
| Miglior realizzatore     | Nimir Abdel-Aziz   | WolfDogs Nagoya       |
| Miglior attaccante       | Nimir Abdel-Aziz   | WolfDogs Nagoya       |
| Miglior muro             | Keigo Nishimoto    | Toray Arrows Shizuoka |
| Miglior servizio         | Nimir Abdel-Aziz   | WolfDogs Nagoya       |
| Miglior ricevitore       | Aiki Mori          | Sakai Blazers         |
| Sestetto ideale          | Hideomi Fukatsu    | WolfDogs Nagoya       |
| Sestetto ideale          | Nimir Abdel-Aziz   | WolfDogs Nagoya       |
| Sestetto ideale          | Miguel Ángel López | Osaka Bluteon         |
| Sestetto ideale          | Ran Takahashi      | Suntory Sunbirds      |
| Sestetto ideale          | Larry Evbade-Dan   | Osaka Bluteon         |
| Sestetto ideale          | Keigo Nishimoto    | Toray Arrows Shizuoka |
| Miglior libero           | Tomohiro Yamamoto  | Osaka Bluteon         |

## Statistiche
| Rendimento individuale | Rendimento individuale | Rendimento individuale | Rendimento individuale |
| Pos.                   | Nome                   | Punti                  | Squadra                |
| ---------------------- | ---------------------- | ---------------------- | ---------------------- |
| 1                      | Nimir Abdel-Aziz       | 1 318                  | WolfDogs Nagoya        |
| 2                      | Dmitrij Musėrskij      | 1 075                  | Suntory Sunbirds       |
| 3                      | Torey DeFalco          | 976                    | JTEKT Stings Aichi     |
| 4                      | Felipe Roque           | 848                    | Hiroshima Thunders     |
| 5                      | Sharone Vernon-Evans   | 820                    | Sakai Blazers          |
| 6                      | Kento Miyaura          | 811                    | JTEKT Stings Aichi     |
| 7                      | Chang Yu-sheng         | 807                    | Voreas Hokkaido        |
| 7                      | Ulrik Dahl             | 807                    | Nagano Tridents        |
| 9                      | Miguel Ángel López     | 804                    | Osaka Bluteon          |
| 10                     | Yūji Nishida           | 794                    | Osaka Bluteon          |

| Attacchi vincenti | Attacchi vincenti    | Attacchi vincenti | Attacchi vincenti  |
| Pos.              | Nome                 | Punti             | Squadra            |
| ----------------- | -------------------- | ----------------- | ------------------ |
| 1                 | Nimir Abdel-Aziz     | 1 121             | WolfDogs Nagoya    |
| 2                 | Dmitrij Musėrskij    | 884               | Suntory Sunbirds   |
| 3                 | Torey DeFalco        | 838               | JTEKT Stings Aichi |
| 4                 | Chang Yu-sheng       | 727               | Voreas Hokkaido    |
| 5                 | Ulrik Dahl           | 725               | Nagano Tridents    |
| 6                 | Felipe Roque         | 724               | Hiroshima Thunders |
| 7                 | Sharone Vernon-Evans | 702               | Sakai Blazers      |
| 7                 | Miguel Ángel López   | 702               | Osaka Bluteon      |
| 9                 | Kento Miyaura        | 687               | JTEKT Stings Aichi |
| 10                | Yūji Nishida         | 638               | Osaka Bluteon      |

| Muri vincenti | Muri vincenti        | Muri vincenti | Muri vincenti         |
| Pos.          | Nome                 | Punti         | Squadra               |
| ------------- | -------------------- | ------------- | --------------------- |
| 1             | Dmitrij Musėrskij    | 114           | Suntory Sunbirds      |
| 2             | Keigo Nishimoto      | 102           | Toray Arrows Shizuoka |
| 3             | Larry Evbade-Dan     | 94            | Osaka Bluteon         |
| 4             | Go Murayama          | 93            | JTEKT Stings Aichi    |
| 5             | Torey DeFalco        | 83            | JTEKT Stings Aichi    |
| 5             | Issei Ōtake          | 83            | Tokyo Great Bears     |
| 7             | Timo Tammemaa        | 82            | Voreas Hokkaido       |
| 8             | Maciej Muzaj         | 80            | Tokyo Great Bears     |
| 9             | Sharone Vernon-Evans | 79            | Sakai Blazers         |
| 9             | Felipe Roque         | 79            | Hiroshima Thunders    |

| Battute vincenti | Battute vincenti   | Battute vincenti | Battute vincenti   |
| Pos.             | Nome               | Punti            | Squadra            |
| ---------------- | ------------------ | ---------------- | ------------------ |
| 1                | Nimir Abdel-Aziz   | 129              | WolfDogs Nagoya    |
| 2                | Yūji Nishida       | 84               | Osaka Bluteon      |
| 3                | Dmitrij Musėrskij  | 77               | Suntory Sunbirds   |
| 4                | Kento Miyaura      | 72               | JTEKT Stings Aichi |
| 5                | Issei Ōtake        | 60               | Tokyo Great Bears  |
| 6                | Taito Mizumachi    | 59               | WolfDogs Nagoya    |
| 7                | Alain de Armas     | 57               | Suntory Sunbirds   |
| 8                | Torey DeFalco      | 55               | JTEKT Stings Aichi |
| 9                | Miguel Ángel López | 50               | Osaka Bluteon      |
| 9                | Riccardo Lucarelli | 50               | JTEKT Stings Aichi |